# Bonnie Watson Coleman
Bonnie Marie Watson Coleman, född 6 februari 1945 i Camden i New Jersey, är en amerikansk politiker (demokrat). Hon är ledamot av USA:s representanthus sedan 2015.
I mellanårsvalet i USA 2014 besegrade Watson Coleman republikanen Alieta Eck och fem övriga kandidater.